# مارشال (فلم)
مارشال (بالإنجليزية: Marshall) هو فيلم سيرة ذاتية درامي أمريكي تم إنتاجه في سنة 2017 وهو من إخراج ريجينالد هودلين وبطولة تشادويك بوسمان وجوش غاد وكيت هدسون ودان ستيفنز وستيرلينغ ك. براون وجيمس كرومويل، قصة الفيلم تتكلم عن القاضي الأمريكي الأفريقي ثورغود مارشال الذي أصبح أول قاضي أمريكي أفريقي يعين في المحكمة العليا الأمريكية أثناء عقد الأربعينات ويركز الفيلم على قضية المسماة ولاية كونيتيكت في. جوزيف سبيل. تم تصوير الفيلم في لوس أنجلوس في منتصف ديسمبر 2015 وفي 20 سبتمبر 2017 عرض لأول مرة في جامعة هوارد وثم تم عرضه في صالات السينما في 13 أكتوبر 2017 وتم توزيع الفيلم عن طريق شركة أفلام أوبن رود، على الرغم من حصوله على تقييم عالي ونقد إيجابي إلا أن أرباحه توقفت عند 10 ملايين دولار أمريكي مقابل 12 مليون دولار أمريكي على ما تم إنفاقه في ميزانية الفيلم. ترشحت أغنية الفيلم ستاند اب فور سمثنغ لأندرا داي وكومون لنيل جائزة الأوسكار لأفضل أغنية أصلية.

## البطولة
- تشادويك بوسمان بدور ثورغود مارشال
- جوش غاد بدور سام فريدمان
- كيت هدسون بدور إيلينور ستروبنغ
- دان ستيفنز بدور لورين ويليس
- جيمس كرومويل بدور القاضي فوستر
- ستيرلينغ ك. براون بدور جوزيف سبيل الرجل المتهم بالاغتصاب والقتل الذي يدافع عنه مارشال
- كيشا شارب بدور فيفيين بوستر بوري
- جون ماغارو بدور إروين فريدمان
- روجر غوينيفر سميث بدور والتر فرانسيس وايت
- آنا أورايلي بدور السيدة ريتشموند
- جيريمي بوب بدور جون ستروبنغ
- ديريك باسكين بدور تاد لانكستر
- جيفري دمان بدور الدكتور ساير
- صوفيا بوش بدور جينيفر
- أندرا داي بدور المغنية مينتون
- جوسي سموليت بدور لانغستون هيوز
- روزاندا توماس بدور زورا نيل هيرستون
- مارينا سكيريشياتي بدور ستيلا فريدمان
- بريندان بورك بدور الضابط بورك
- زانيت شادويك بدور إيرين لانكستر
- باريت بوس بدور بيرثا لانكستر

## التقييم
```
حصل الفيلم على تقييم 83% في موقع 
الطماطم الفاسدة
 بناءً على 128 مراجعة وإمتدح النقاد الفيلم بعكسه للصورة الواقعية في أحداث الفيلم كما مدحوا الأزياء المختارة للفيلم والذي إنعكس على دراما الفيلم.
[
4
]
 في موقع 
ميتاكريتيك
 حصل الفيلم على تقييم 66 من 100 وحصل على 34 نقد معظمها إيجابي.
[
5
]
```

## وصلات خارجية
- مقالات تستعمل روابط فنية بلا صلة مع ويكي بيانات

- الموقع الرسمي نسخة محفوظة 26 مايو 2021 على موقع واي باك مشين.
- مارشال على قاعدة بيانات الأفلام على الإنترنت

لا توجد روابط لمواقع التواصل الاجتماعي.